# Střítež nad Ludinou
Střítež nad Ludinou (in tedesco Ohrensdorf) è un comune della Repubblica Ceca facente parte del distretto di Přerov, nella Regione di Olomouc. Il centro abitato sorge sulle rive del fiume Ludina.
Lo stemma del comune rappresenta una piuma e una lancia incrociate (attributi di San Matteo,  patrono del comune) tra due montagne sotto le quali scorre il fiume Ludina.